# سیارک ۱۳۴۸۹
سیارک ۱۳۴۸۹ (به انگلیسی: 13489 Dmitrienko، نامگذاری:1982UO6) سیزده هزار و چهارصد و هشتاد و نهمین سیارک کشف شده‌است که در ۲۰ اکتبر ۱۹۸۲ کشف شد.
قدر مطلق سیارک برابر ۱۲٫۷۰ است.